# باغ يعقوب
باغ يعقوب هي قرية في مقاطعة تبريز، إيران. عدد سكان هذه القرية هو 515 في سنة 2006.